# 灣仔口岸
湾仔口岸是澳门特别行政区与广东省珠海市的邊境口岸，位于珠海西南面的前山河出海口，与澳门相隔前山水道。是珠海最早设立的两个对外口岸之一。

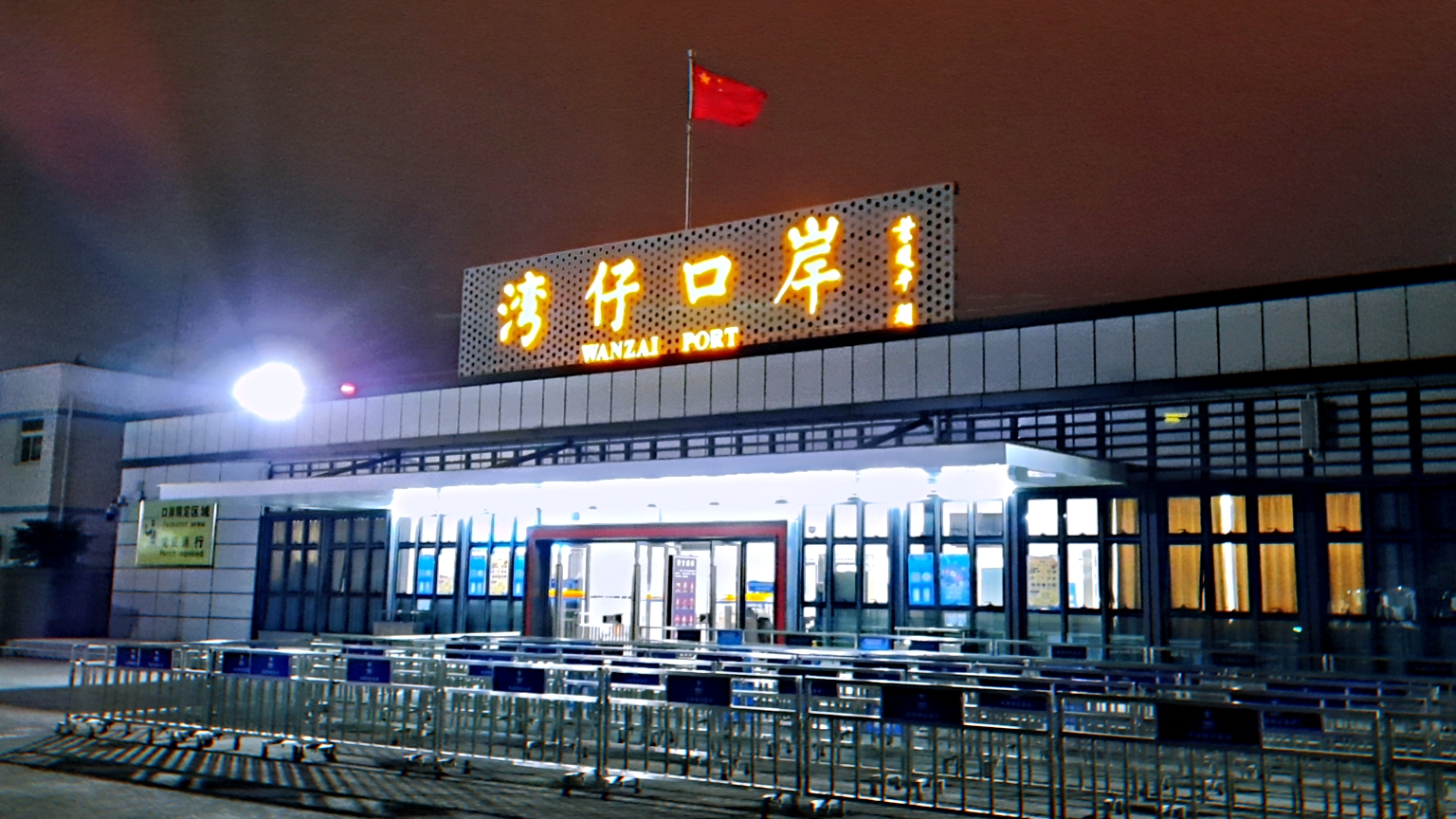
灣仔口岸

1984年，湾仔口岸经中国国务院确定为对外开放口岸，是珠海最早设立的两个对外口岸之一。灣仔口岸原址為灣仔避風塘，1990年代遷至現處。曾於2016年1月17日至2020年1月23日期間，因口岸臨時聯檢棚不符合安全要求，需要暫停使用。
截至2020年1月，湾仔口岸设计通关能力，达到每天5万人次。

## 歷史沿革
湾仔口岸原址为湾仔避风塘。1984年6月21日，湾仔口岸经国务院确定，为对外开放口岸。是珠海最早设立的两个对外口岸之一。8月，湾仔口岸正式开通直航澳门的轮渡。
20世纪90年代初，湾仔口岸正式迁移至珠海西南面的前山河出海口。1999年澳门回归前夕，湾仔口岸旁边修了湾仔回归广场。
2008年北京奥运会举办前夕，边检部门协调湾仔口岸管理部门，投资200多万元人民币翻修湾仔口岸。
2015年10月1日至7日，湾仔口岸延长一个半小时开放。
2015年10月8日，湾仔口岸结束国庆期间为期7天的延关措施，恢复正常通关时间。闭关时间由国庆期间的18:00，恢复为16:30。渡轮航班相应减少6班次。
2016年1月17日起，因應臨時聯檢棚安全不符標準，湾仔口岸暂停使用。
2019年9月26日，湾仔口岸重建改造工程正式启动，重建改造工程由珠海華發集團負責。
2019年12月26日，珠海市人民政府公佈，灣仔口岸已完成陆上基建工作，拟于2020年春节前恢复通关。
2019年12月30日，澳門特區政府宣佈，灣仔口岸翌年1月23日下午，正式恢復通關，並同步重啟往返珠海和澳門航線。時間為每天07:00-22:00。
2020年1月1日起，各查验单位开始对湾仔口岸设施设备联合调试工作。
2020年1月23日，湾仔口岸正式恢复通关，往返珠海和澳門航線恢復營運。。
2020年1月26日，受COVID-19疫情影響，往返珠海和澳門航線，班距改為30分鐘。
2020年3月27日，廣東省政府宣佈，自該天06:00起，所有經廣東省出入境口岸入境的旅客(含港澳臺和中轉旅客)，需進行核酸檢測，並集中隔離十四天。因此，往返珠海和澳門航線，暫停營運，直至另行通知。
2020年8月20日，經珠澳兩地政府充分溝通協商，全面評估兩地疫情實際情況後，往返珠海和澳門航線，恢復營運。
2022年4月25日晚上，受澳門內港多艘漁船連環大火影響，往返澳門內港客運碼頭的海上客運服務航線臨時停航，期間計劃在翌日 (2022年4月26日) 上午恢復，但受大火死恢復燃影響加上其中1艘漁船下沉位置影響航道通航，該航線繼續暫停直至另行通知。
2022年4月26日下午2時許，澳門海事及水務局宣佈澳門內港至珠海灣仔海上客運航線於當天下午3時復航，並要求船公司在復航時注意安全和在現場海面加放訊息指示燈，確保夜間航行安全。

## 航線
粵通船務
- 澳門內港至珠海灣仔跨境海上客運航線[12]

## 接駁交通
- 广珠城际铁路：灣仔北站

| 编号 | 编号 | 线路 | 线路   | 线路     | 收费 | 运营商   | 备注 |
| ---- | ---- | ---- | ------ | -------- | ---- | -------- | ---- |
|      | 5    | 湾仔 | ⇆      | 海虹总站 | 1元  | 珠海前山 |      |
|      | 60   | 湾仔 | 全程 ⇆ | 吉大总站 | 1元  | 珠海吉大 |      |